# Тайгараев, Токубай
Токубай Тайгараев (1923—1944) — сержант Рабоче-крестьянской Красной Армии, участник Великой Отечественной войны, Герой Советского Союза (1945).

## Биография
Токубай Тайгараев родился в 1923 году в селе Кедей-Арык (ныне — Сузакский район Джалал-Абадской области Кыргызстана). После окончания семи классов школы работал в колхозе. В сентябре 1942 года Тайгараев был призван на службу в Рабоче-крестьянскую Красную Армию и направлен на фронт Великой Отечественной войны.
К июлю 1944 года сержант Токубай Тайгараев командовал отделением 1-й стрелковой роты 375-го стрелкового полка 219-й стрелковой дивизии 3-й ударной армии 2-го Прибалтийского фронта. Участвовал в сражениях на территории Латвийской ССР. 19 июля 1944 года он участвовал в боях на высоте 144,0 в районе посёлка Рундены Лудзенского района, находясь в группе старшего сержанта Ахметгалина. Погиб в этом бою. Похоронен в парке латвийского города Лудза.
Указом Президиума Верховного Совета СССР от 24 марта 1945 года за «образцовое выполнение боевых заданий командования на фронте борьбы с немецкими захватчиками и проявленные при этом мужество и героизм» сержант Токубай Тайгараев посмертно был удостоен высокого звания Героя Советского Союза. Также был награждён орденом Ленина и рядом медалей. При ЛССР было присвоено звание Почётный гражданин Риги (посмертно).
В честь Тайгараева были названы улица в Джалал-Абаде, школа и совхоз на его родине, в его доме открыт музей.